# Lingfield (Surrey)
Pour les articles homonymes, voir Lingfield.
Lingfield est un village et une paroisse civile du Surrey, en Angleterre. Il est situé dans le district de Tandridge, à 4 km au nord de la ville d'East Grinstead (Sussex de l'Ouest). Au moment du recensement de 2011, il comptait 4 467 habitants.
L'église du village, dédiée à saint Pierre et saint Paul, est un monument classé de Grade I.